# Alle Wege führen nach Ruhm
Alle Wege führen nach Ruhm (kurz: AWFNR) ist ein deutschsprachiger Podcast des Fotografen Paul Ripke (und bis Ende 2021 auch des Fernsehmoderators Joko Winterscheidt). Die erste Ausgabe von AWFNR erschien im September 2017. Der Titel ist eine Kreation des Autors Friedemann Karig und nimmt wortspielerisch Bezug auf das Sprichwort Alle Wege führen nach Rom.

## Geschichte
Die erste Staffel von AWFNR erschien im September 2017 auf mehreren gängigen Streaming-Plattformen und umfasst zehn Folgen. Nachdem die erste Staffel von AWFNR beendet war, kündigten die beiden am 3. Oktober 2018 mit einem Teaser eine zweite Staffel an, welche am 12. Oktober 2018 startete. Sie entschieden sich dafür, alle Folgen der ersten Staffel zu löschen, da es dadurch weniger auffallen würde, wenn Geschichten doppelt erzählt werden würden. Ab der zweiten Staffel werden in jeder Folge zwei Werbespots eingesprochen. Im Februar 2019 tourten beide mit AWFNR live durch Deutschland. In der Folge vom 3. Juli 2019 gaben die beiden bekannt, dass sie einen Newsletter starten, der jeden Freitag verschickt wird. Die dritte Staffel wurde über das Podcast-Netzwerk Podstars by OMR vermarktet. Mit Beginn der vierten Staffel übernahm die SevenOne AdFactory der ProSiebenSat.1 Media die Vermarktung. Ab dem 14. August 2019 wird AWFNR von O2 gesponsert. Die einzelnen Folgen werden seit dem 19. Februar 2020 auch als Video auf dem YouTube-Kanal Alle Wege führen nach Ruhm veröffentlicht. Am 31. März 2020 erschien AWFNR erstmals im Fernsehen bei ProSieben. Nach einer zweiwöchigen Pause erscheint der Podcast mittlerweile jeden Dienstagabend auf ProSieben. Am 7. Dezember 2021 kündigte Winterscheidt seinen Ausstieg aus dem Podcast zum Ende des Jahres an. Er begründete dies mit zeitlichen Schwierigkeiten, dem Podcast weiterhin regelmäßig gerecht zu werden. Seit 2022 wird der Podcast nicht mehr von O2 gesponsert.

## Inhalt
In dem Podcast sprechen die beiden hauptsächlich über ihr Leben. Dazu gehört, dass Winterscheidt über verschiedene Sendungen und seine Startups spricht und Ripke aus dem Alltag eines Fotografen, der bei der Formel 1 und der WM 2014 fotografiert hat, erzählt. Sie probieren dabei möglichst die Atmosphäre eines Telefonats unter sich zu erzeugen, damit der Podcast persönlich wirkt. 2019 ging es zusätzlich viel um das Thema Fleisch und Alkohol, da beide probiert haben, ein Jahr auf diese Genussmittel zu verzichten. Auch das Thema Radsport wird immer häufiger thematisiert. Um die Podcasts zu strukturieren, enthält jede Folge eine Inhaltsbeschreibung mit Themen und einer entsprechenden Zeitangabe. In jeder Folge wählen beide einen „Gewinner der Woche“, „Content der Woche“ und den „O-Moment“.
Ihre Hörer nennen Winterscheidt und Ripke auch die „Ruhmmates“ oder auch „Ruhmies“.

## Reichweite
Die Ausstrahlung von AWFNR im Fernsehen auf ProSieben erreichte insgesamt 305.000 Zuschauer. Laut Winterscheidt hat jede Folge etwa 300.000 Zuhörer und ist laut Katharina Frömsdorf „eine[r] der größten Podcasts im Markt“.

## Formate und Bezeichnungen
Die erste und zweite Staffel des Podcasts wurde immer mit dem Titel Folge 1.1 - AWFNR bis Folge 2.10 - AWFNR betitelt. Die einzige Ausnahme bildet die Folge 2.4,5 - AWFNR, in der die beiden bekannt geben, dass eine Tour geplant ist. Noch während die zweite Staffel lief, startete Ripke sein Format What would Ripky do? - Call-in-Special 1 - AWFNR, indem er mit mehreren Leuten telefoniert und ihnen einen Rat gibt, was er an ihrer Stelle machen würde. Winterscheidt veröffentlichte etwa zwei Monate später die Folge Joko meets Travis Knight - Interview Special 1 - AWFNR. Ab der zwölften Folge der dritten Staffel AWFNR veränderten Winterscheidt und Ripke die Titel zu AWFNR #312 - .... Dies geschah laut Winterscheidt nur, damit der Titel besser aussieht. Während der AWFNR-Sommerpause 2019 veröffentlichte Winterscheidt an einem Tag alle Folgen seiner Reihe ... und Winterscheidt, in der er verschiedene Leute trifft und diese interviewt. Die vierte Staffel des Podcasts begann am 14. August 2019 mit der Folge AWFNR #314 - Wildlife in Newport, Bananen im Eisbach und Bayern in den USA". Die zwei sprechen oft auch von ihrem „Karriererepodcast für Berufsjugendliche“.

## Auszeichnungen
2019 gewannen Winterscheidt und Ripke die Goldene Henne in der Kategorie Entertainment für Alle Wege führen nach Ruhm. Da sowohl Winterscheidt als auch Ripke eine Goldene Henne haben wollten, wurde erstmals eine zweite Henne an den gleichen Gewinner ausgegeben und somit zu Ripke nach Newport Beach geschickt.